# Quinto Regimiento
El 5.º Regimiento de Milicias Populares, generalmente denominado Quinto Regimiento, fue un famoso cuerpo militar de voluntarios de la II República Española durante los primeros meses de la guerra civil española. Fue un cuerpo de élite del ejército republicano aún conformado solo por milicias que se forjó por iniciativa del Partido Comunista de España y las Juventudes Socialistas Unificadas (JSU). Cuando esta milicia dejó de existir, muchos de sus antiguos miembros pasaron a integrarse en la 1.ª Brigada Mixta, o en la 11.ª División del nuevo Ejército Popular de la República.

## Historia

### Orígenes
El origen del Quinto Regimiento se remonta a las Milicias Antifascistas Obreras y Campesinas (MAOC), creadas por el Partido Comunista de España y que servían como protección a dirigentes socialistas y comunistas, compuestas sobre todo por militantes de las JSU. Cuando estalló el Golpe de Estado de 1936, estas se dividieron en cinco batallones de milicias que tomaron parte activamente en la defensa de Madrid. La quinta de estas columnas se constituyó de forma autónoma como 5.º Regimiento de Milicias Populares.

### Intervenciones en combate
El Quinto Regimiento participó en la toma del Cuartel de la Montaña el 20 de julio de 1936 y ocuparon el colegio-convento de los Salesianos en el barrio de Estrecho como base de operaciones y de instrucción militar a obreros y campesinos, por lo que cobró fama debido a su alta capacitación de instrucción militar y la cohesión de sus integrantes ante un mando que no daba opción al cuestionamiento de sus órdenes. El número de alistados creció con rapidez según se fueron desarrollando las acciones bélicas en torno a la capital, pasando de 6.000 a 20.000 milicianos entre los meses de agosto y noviembre. Para finales de julio ya habían partido al frente al menos unos 1000 miembros, mientras una gran parte permanecía en la retaguardia bajo instrucción o en otras misiones. Intervino, casi siempre en vanguardia, en las principales acciones del comienzo de la guerra civil española para evitar la caída de la capital republicana, Madrid, participando en las batallas de Somosierra, Guadarrama, Talavera y Toledo, además de la evacuación del Museo del Prado a Valencia.
Hubo algunas brigadas mixtas del Ejército republicano, como la 1.ª, la 10.ª, la 31.ª o la 68.ª, que se formaron en buena medida a partir de unidades del Quinto Regimiento.
Puede decirse que el Quinto Regimiento se convirtió en uno de los modelos para la formación del Ejército Popular Republicano, y muchos de sus milicianos pasaron a conformar las primeras brigadas mixtas. De ella salieron jefes destacados del Ejército Popular Republicano, como Juan Guilloto León "Modesto", Enrique Líster, Valentín González "El Campesino" y Etelvino Vega Martínez. Por ejemplo, la 11.ª División republicana (durante un tiempo, al mando de Enrique Líster) surgió de la integración del Quinto Regimiento en el Ejército Popular Republicano. Este dejó de funcionar definitivamente el 22 de enero de 1937: Vittorio Vidali, uno de sus comandantes, proclamó ese día: "¡El Quinto Regimiento ha muerto! ¡Viva el Ejército popular!". Sin embargo, Mijail Koltsov en su libro "Diario de la guerra de España" afirma que se disolvió un mes antes. En la entrada correspondiente al 28 de diciembre de 1936, leemos: "El propio Quinto Regimiento se ha disuelto, tal ha sido la resolución del Comité Central del Partido Comunista".

## El Quinto Regimiento como ejemplo
No solo fue un cuerpo militar, ya que sus actividades se extendieron a otras áreas, desarrollando una importante labor social y cultural, impulsando el desarrollo de la educación y la cultura entre las clases bajas para luchar contra el analfabetismo. Fueron conocidos sus carteles y murales, sus bibliotecas circulantes y las "guerrillas teatrales" que llevó a las calles y al frente. Al Quinto Regimiento estuvieron alistados o relacionados con él conocidos poetas y escritores comunistas, como Rafael Alberti, César Arconada, Pedro Garfias, Miguel Hernández, José Herrera Petere, María Teresa León o Juan Rejano. También lo estuvieron ingenieros y arquitectos, como Luis Lacasa Navarro o Manuel Sánchez Arcas, médicos como Juan Planelles Ripoll, profesores como Josep Renau, Wenceslao Roces o Alberto Sánchez, y pintores como Alberto Sánchez Pérez.

## Estructura y organización militar

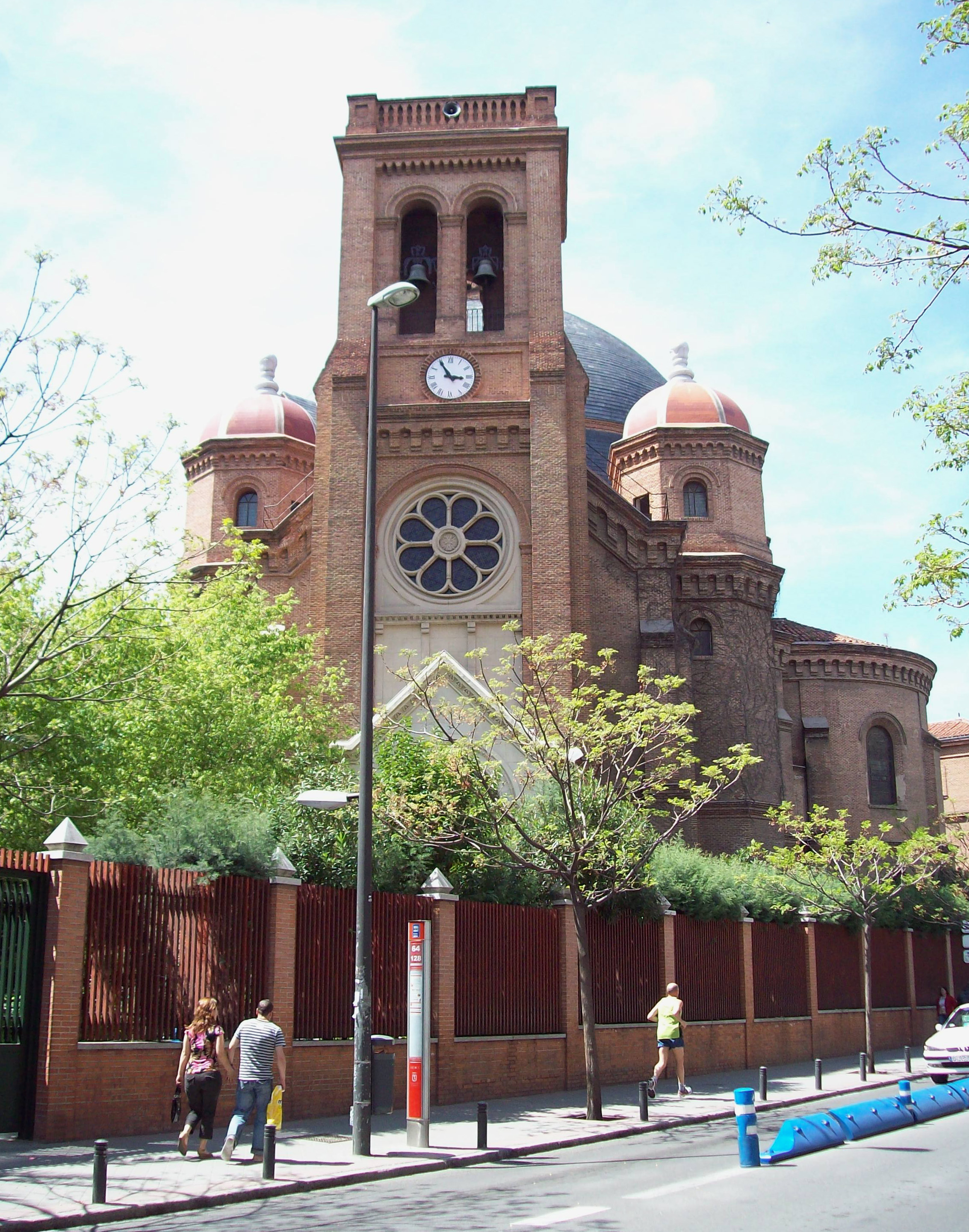
Iglesia de San Francisco de Sales, parte del complejo del colegio salesiano de Estrecho en el que se estableció el cuartel general del Quinto Regimiento.

Entre sus fundadores figuraban Enrique Castro Delgado, que fue su primer jefe militar, y el italiano Vittorio Vidali, que fue su primer comisario político. También como uno de sus principales instructores de la milicia, muchos autores coinciden en su competencia. Teóricamente, pertenecía y estaba integrado en las Milicias Antifascistas Obreras y Campesinas (MAOC), también de inspiración comunista. Su primer cuartel general se encontraba en Madrid, en el colegio de los salesianos de Estrecho, en la calle de Francos Rodríguez, que había sido requisado. Este disponía de sus propias reservas, su propio sistema de abastecimiento e, incluso, artillería propia. Además, adoptó el uso de comisarios políticos como ya había hecho el Ejército Rojo durante la Guerra Civil rusa, a fin de explicar a los soldados para qué y por qué estaban luchando.
Aunque hubiese sido creado por el PCE, en el Quinto Regimiento se alistaron defensores de la República de todas las ideologías, incluidos antiguos militares leales a la República. Los soldados podían elegir a sus sargentos y oficiales de menor rango, pero luego no podían discutir las órdenes y las debían acatar sin cuestionarlas. Su competente organización, la buena instrucción y el hecho de que muchos de sus miembros supieran por lo menos algo del manejo del fusil hizo que pronto se convirtiera en cuerpo de élite. Se le dedicaron algunas canciones populares (folclóricas) debido a su fama en el bando republicano. Su portavoz periodístico fue el diario Milicia Popular.